# Tiroteo en la escuela primaria Vladislav Ribnikar
La masacre y tiroteo fatal en la escuela Vladislav Ribnikar, fue un tiroteo masivo acontecido el 3 de mayo del 2023, cuando un estudiante abrió fuego contra los demás estudiantes y el personal de la escuela primaria Vladislav Ribnikar en el municipio de Vračar de Belgrado, Serbia, matando a 10 personas (9 estudiantes y un guardia de seguridad). La policía arrestó al presunto tirador poco después. Fue identificado como un estudiante varón de 13 años; debido a que es menor de 14 años, no puede ser considerado penalmente responsable según la ley serbia. El niño había usado dos armas que eran propiedad legal de su padre.

## Antecedentes
Serbia tiene leyes estrictas sobre armas, pero tiene una de las tasas de posesión de armas per cápita más altas del mundo. En el 2021, con un estimado de 39 armas de fuego de propiedad privada por cada 100 personas, Serbia fue el tercer país a nivel mundial en esta estadística, detrás de los Estados Unidos y Yemen. Junto con una cultura de propiedad de armas y muchos hogares que guardan trofeos de guerra de las guerras del siglo XX, las armas ilegales se generalizaron en algunos de los países de la región después de las guerras yugoslavas en la década de 1990.
Los tiroteos masivos son raros en Serbia, como en la región más amplia de los Balcanes. Ha habido tres tiroteos masivos anteriores en el siglo XXI: los asesinatos de Jabukovac del 2007 durante los cuales murieron nueve personas y cinco resultaron heridas, el tiroteo de Velika Ivanča del 2013, en el que murieron 14 personas, y el tiroteo de Žitište del 2016, en el que cinco personas murieron y 22 resultaron heridos. En 2019, hubo un intento de tiroteo en una escuela de Velika Plana, aunque el perpetrador fue detenido después de disparar dos balas al techo. Ninguno de esos tiroteos o el intento de tiroteo involucró a un niño como perpetrador.

## Lugar del hecho
La Escuela Primaria Modelo Vladislav Ribnikar (cirílico serbio: Огледна основна школа "Владислав Рибникар", romanizado: Ogledna osnovna škola "Vladislav Ribnikar") es una escuela primaria pública en Vračar, una próspera zona urbana y municipio de Belgrado. Se formó, como un proyecto de amistad franco-yugoslava, en 1975, a través de la fusión de dos escuelas primarias adyacentes existentes. El sitio del edificio de la escuela moderna ha sido sucesivamente el sitio de varias escuelas históricas, que datan del siglo XVIII. Una de las dos escuelas predecesoras (Escuela Primaria Slobodan Princip Seljo), se fundó en 1966, como sede del proyecto educativo piloto de enseñanza de una lengua extranjera, el francés, desde el primer grado. A partir del año escolar 1966-1967, el profesor Raymond Vaillier, que no hablaba nada de serbio, enseñó francés. Más tarde se convirtió en la norma brindar educación en idiomas extranjeros a los estudiantes de primer grado en Yugoslavia y, en consecuencia, en Serbia, pero Vladislav Ribnikar sigue siendo conocida como una escuela primaria con un enfoque particular en la educación en francés. A las clases asisten unos 1000 alumnos.  La escuela brinda educación bilingüe en serbio y francés y está otorgada con LabelFrancÉducation por el Ministerio de Relaciones Exteriores de Francia. Entre las escuelas primarias de Belgrado, ha disfrutado de un nivel de reconocimiento algo más alto y, de vez en cuando, se la ha percibido como una "escuela de élite".
Lleva el nombre de Vladislav S. Ribnikar [ sr ] (1900-1955), periodista serbio, director de Politika y Tanjug, y sobrino de Vladislav F. Ribnikar.

## Tiroteo
El tiroteo comenzó alrededor de las 8:30 (CEST), del 3 de mayo del 2023. Según el Ministerio del Interior, después de ingresar a la Escuela Primaria Vladislav Ribnikar, el presunto tirador, un estudiante de 13 años, sacó inmediatamente una pistola de su bolso y le disparó al guardia de seguridad y luego a los monitores que vio en el pasillo, recargando su pistola mientras se dirigía a la clase de historia. Al ingresar al aula de historia, el tirador disparó primero al maestro y luego disparó al azar a otros alumnos. El tirador corrió por el pasillo y entró al patio donde se puso en contacto con la policía a las 8:42, según informó el ministerio en una conferencia de prensa. El tirador estaba en posesión de un CZ 75 Shadow 2. La calle Njegoševa fue cerrada después del tiroteo.

## Fallecidos
El tiroteo resultó en la muerte de nueve estudiantes, ocho niñas y un niño, y un guardia de seguridad. ellos son : Адријана дукић (Adriana Dukić), Ангелина аћимовић (Angelina Acimović), Андрија цикић (Andrija Cikić), мара андрелцовић (Mara Andjelkovic), софиа негић (Sofija Negić), катарина мартиновић (Katarina Martinović), ана бошовић (Ana Bozović), ема  кобилски  (Ema Kobiljski), Бојана Асовић (Bojana Asović)  
y драган влаховић (Dragan Vlahović).  Uno de los estudiantes fallecidos era de nacionalidad francesa, según el Ministerio de Relaciones Exteriores de Francia.
Además, seis estudiantes y un profesor resultaron heridos. De los heridos, dos niños y una niña fueron trasladados al Hospital Pediátrico Universitario. Los niños recibieron heridas de bala en las extremidades inferiores, mientras que la niña recibió un traumatismo craneoencefálico severo, por lo que tuvo que ser intervenida quirúrgicamente. Más tarde se informó que los niños y el maestro se encontraban en condición estable. Una niña gravemente herida murió a causa de sus heridas el 15 de mayo, elevando el número de muertos por el ataque a diez.

## Investigación
El tirador fue arrestado por la policía y fue identificado por la Fiscalía Superior de Belgrado como un estudiante de 13 años. A esta edad, no puede enfrentar cargos penales ni por faltas debido a que la Ley de menores infractores y la protección penal de los menores establece la edad mínima de responsabilidad penal en 14 años; el caso fue remitido al Centro de Trabajo Social,Dentro del sistema escolar, la acción disciplinaria podría resultar, como máximo, en trasladar al estudiante a otra escuela.
Se alega que el tirador usó dos pistolas que pertenecían a su padre bajo propiedad legal. Según el Ministerio del Interior, había planeado el tiroteo durante un mes, incluido a qué aulas ingresar primero, y creó una lista de niños prioritarios para atacar. El ministerio también informó que el presunto tirador entrenó en un campo de tiro con su padre. Las autoridades investigan el móvil. El presunto tirador fue descrito como un buen alumno tranquilo que se unió recientemente a la clase. El acoso escolar y las bajas calificaciones fueron citados como posibles motivos, aunque el primero sea descartado por los testimonios de otros alumnos.  Después de que la Academia Médica Militar administró una prueba de drogas, se descubrió que el presunto tirador, según la abogada del padre, Irina Borović, no estaba bajo la influencia de sustancias psicoactivas, la decisión de mantener al adolescente en la institución de salud mental está sujeta a revisión periódica, condicionalmente pendiente del consentimiento de los padres (no como un requisito estricto). A partir del 8 de mayo, el permiso es otorgado por la madre.
El presidente de Serbia, Aleksandar Vučić, dijo que el presunto tirador fue colocado en la Clínica de Neuropsiquiatría.
Ambos padres fueron arrestados poco después del tiroteo; el padre estuvo detenido hasta 48 horas. La Fiscalía Superior de Belgrado anunció que la audiencia de su padre se llevará a cabo el 5 de mayo.  De acuerdo con la ley, el presunto tirador no podía ser enviado a una prisión juvenil por ser menor de edad y solo podía ser transferido a una escuela diferente por ser menor de 14 años, El tribunal emitió una decisión para mantenerlo bajo custodia durante 30 días.

## Repercusiones

### Medidas oficiales, duelo público  y protestas
Vučić se dirigió al público sobre el tiroteo más tarde ese día y dijo que propondría nuevas medidas de armas al gobierno, además de reducir la edad mínima de responsabilidad penal de 14 a 12 años.  El gobierno adoptó la agenda política al día siguiente.
En una conferencia de prensa, el ministro de Educación, Branko Ružić, anunció tres días de luto nacional a partir del 5 de mayo y la suspensión de clases por el resto del día, mientras que la ministra de Salud, Danica Grujičić, anunció que el Instituto de Salud Mental activará dos líneas telefónicas de asesoramiento. y aumentar el acceso a asesoramiento en persona, para aquellos que sienten la necesidad de apoyo psicológico. El Teatro Nacional de Belgrado anunció que suspendería todas las actividades hasta el 7 de mayo, por el cual Vučić canceló su asistencia a la Coronación de Carlos III del Reino Unido y Camila; en respuesta de solidaridad, el rey Carlos III, expresó sus condolencias, muchos partidos políticos organizaron protestas el 8 de mayo.
Se organizó una donación de sangre para los alumnos heridos en el Instituto de Transfusión tras el tiroteo.  Cientos de ciudadanos, incluidos los padres de los alumnos de la escuela primaria, se reunieron frente y alrededor de la escuela primaria después del tiroteo.
Posteriormente protestaron frente a los edificios del Ministerio de Salud y el Ministerio de Educación, donde exigió la renuncia de Ružić. Las protestas se hicieron más grandes al día siguiente. Los ciudadanos de Novi Sad también se reunieron en Freedom Square [sr] el día del tiroteo.
El consejo del Organismo Regulador de Medios Electrónicos [sr], así como cancelar programas que promuevan la violencia y clausurar medios y tabloides que publiquen noticias falsas y violen el Código Periodístico.  En respuesta, la primera ministra Ana Brnabić los acusó de "politizar" los tiroteos. Decenas de miles de personas se reunieron en Belgrado y varias otras ciudades de Serbia (Novi Sad, Kragujevac, Kraljevo y Čačak) el 8 de mayo para la marcha denominado, "Serbia contra la violencia", en reacción a dos asesinatos en masa. A la protesta en Belgrado, según los organizadores, asistieron aproximadamente 50.000 manifestantes. La segunda protesta se llevó a cabo el 12 de mayo; comenzó frente al edificio de la Asamblea Nacional de Serbia mientras los manifestantes continuaban caminando hasta el puente Gazela y terminó en Sava Centar.

### Detenciones por efecto dominó
Se realizaron varios arrestos después del tiroteo, que involucraron a menores y/o delitos menores relacionados con la escuela.
- El 5 de mayo, un niño de 13 años de Kruševac publicó en su cuenta de Instagram que planea "repetir esta masacre el viernes".[78]
- El 6 de mayo, la policía interrogó a una menor que se filmaba en TikTok y se burlaba de los asesinatos en la escuela de Vračar.[79]
- El 6 de mayo, la policía de Novi Sad arrestó a tres niños menores de edad que publicaron fotos de armas que querían llevar a la escuela.[80]
- El 6 de mayo, la policía de Niš arrestó a un joven de 17 años porque publicó en su cuenta de Instagram una amenaza de que "más de 30 personas serán asesinadas en Niš".[81]
- El 6 de mayo, la policía de Sremska Mitrovica arrestó a un joven de 22 años porque publicó en las redes sociales que el próximo tiroteo sería en Sremska Mitrovica.[82]
- El 7 de mayo, un hombre del suburbio de Leštane en Belgrado fue arrestado después de llamar a la policía y afirmar que cometería una masacre de imitación.[83]
- El 8 de mayo, la policía de Kikinda arrestó a un joven de 18 años que publicó un dibujo de un aula con figuras ensangrentadas junto a los pupitres, mientras que otra sostenía un objeto similar a una pistola.[84]
- El 9 de mayo fue detenido un niño de Subotica que planeaba cometer una masacre con una bomba. Fue descubierto por la Oficina Federal de Investigaciones (FBI) de los Estados Unidos.[85]
- El 9 de mayo, un joven de 18 años de Kraljevo fue arrestado porque publicó en las redes sociales que el tirador de Vračar fue puesto en libertad y que vino a matar a la mitad de los estudiantes de su escuela.[86] La policía de Kraljevo también arrestó a dos niños menores que publicaron fotos de la escuela en las redes sociales en las que sostienen una pistola.[87]
- El 9 de mayo, la policía de Žabljak, Montenegro, arrestó a un menor que expresó su apoyo al tirador de Vračar en las redes sociales.[88]
- El 10 de mayo, la policía de Sombor arrestó a un joven de 18 años que publicó en las redes sociales y confirmó verbalmente que llevaría un rifle automático a su escuela.[89]
- El 10 de mayo, la policía de Vrnjačka Banja arrestó a un joven de 15 años que amenazaba a sus compañeros de clase en las redes sociales.[90]

## Reacciones
Vučić se dirigió al público sobre el tiroteo un poco más tarde ese mismo día y dijo que propondría nuevas medidas de armas al gobierno, incluida la reducción de la edad mínima de responsabilidad penal de 14 a 12 años. El gobierno adoptó las medidas al día siguiente. La persona oficina de Unicef en Serbia dijo que la escuela "no es un lugar para la violencia de ningún tipo", mientras que el patriarca serbio Porfirije la describió como una "catástrofe".
En la conferencia de prensa, Ružić dijo que "la influencia cancerosa y perniciosa de los videojuegos de Internet, los llamados valores occidentales, es evidente en el tiroteo". Los partidos de oposición han pedido su renuncia debido a la declaración, incluida la Iniciativa Juvenil por los Derechos Humanos y el Sindicato Independiente de Educadores de Serbia, que anunció que suspendería el trabajo en todas las escuelas a partir del 4 de mayo. El Sindicato de Educación de Serbia anunció que organizaría una huelga general, a partir del 5 de mayo, e instó al gobierno a "crear condiciones para una vida normal y segura de los niños y empleados en el sistema educativo".  El exministro de educación Srđan Verbić expresó su oposición al despido de Ružić pero dijo que "sería bueno para toda la situación si ofreciera su renuncia como un acto personal", mientras que Mladen Šarčević dijo que el tiroteo "se produjo principalmente debido al descuido de los padres".
El Partido Serbio Oathkeepers exigió una sesión urgente del Comité de Educación en la Asamblea Nacional de Serbia, mientras que el Movimiento para la Restauración del Reino de Serbia pidió que se prohibieran "todos los reality shows que glorifican la violencia".  El alcalde de Belgrado, Aleksandar Šapić, expresó sus condolencias y agregó que el gobierno de la ciudad "brindará cualquier tipo de ayuda que las familias necesiten".
El 8 de mayo, el Ministerio del Interior de Serbia ofreció amnistía por la entrega de armas y municiones ilegales o no registradas. Esta respuesta del gobierno recibió la aprobación de los medios occidentales. El ministerio informó que en los primeros tres días se entregaron 5.937 armas, 290.572 piezas de munición, así como 468 artefactos explosivos.
El 4 de mayo, el KK Partizan vistió el uniforme negro completo en el Juego 4 de los playoffs de la Euroliga en Belgrado en honor a las víctimas del tiroteo. El All-Star esloveno de la NBA, Luka Dončić, se ofreció a pagar los gastos del funeral de los asesinados, aunque el gobierno de la ciudad de Belgrado anunció más tarde que lo haría en su lugar.